# Accordo di Belaveža
L'Accordo di Belaveža (o Accordo di Belavezha, a seconda della traslitterazione, in russo: Беловежские соглашения, in bielorusso: Белавежскія пагадненні, in ucraino: Біловезькі угоди), noto anche come Accordo di Minsk, è il trattato che sancì la cessazione dell'Unione Sovietica come soggetto di diritto internazionale e come realtà geopolitica, e istituì al suo posto la Comunità degli Stati Indipendenti (CSI).
L'accordo venne siglato in una gosdacia nella foresta di Belavežskaja pušča, nei pressi di Viskuli, in Bielorussia, l'8 dicembre 1991 dai leader di Bielorussia, Russia e Ucraina.

## Premesse e contesto storico
Il dissesto economico nell'Unione Sovietica emerso dopo l'introduzione delle politiche di perestrojka e glasnost' da parte di Michail Gorbačëv, spianò la strada alle rivoluzioni del 1989 che interessarono l'Europa centrale ed orientale, portando in breve tempo all'indipendenza delle ex-Repubbliche dell'Unione Sovietica.
Nel febbraio del 1990, infatti, il Partito Comunista dell'Unione Sovietica perse il ruolo di partito unico, permettendo le prime libere elezioni nelle 15 repubbliche. Nella maggior parte di queste furono indetti referendum che con larghe maggioranze riflettevano la volontà popolare di riformare l'Unione. Lo stesso colpo di Stato sovietico del 1991 fallì in quanto venne a mancare l'appoggio delle masse, che invece manifestarono a favore del Parlamento russo.
Il colpo di Stato si concluse dopo soli tre giorni in quanto non riuscì a sortire gli effetti sperati dagli organizzatori: questi, tra cui Gennadij Janaev, Valentin Pavlov e Dmitrij Jazov, vennero arrestati e a Gorbačëv venne ri-offerto il governo del Paese di nuovo nella carica di presidente dell'Unione Sovietica.

## L'incontro

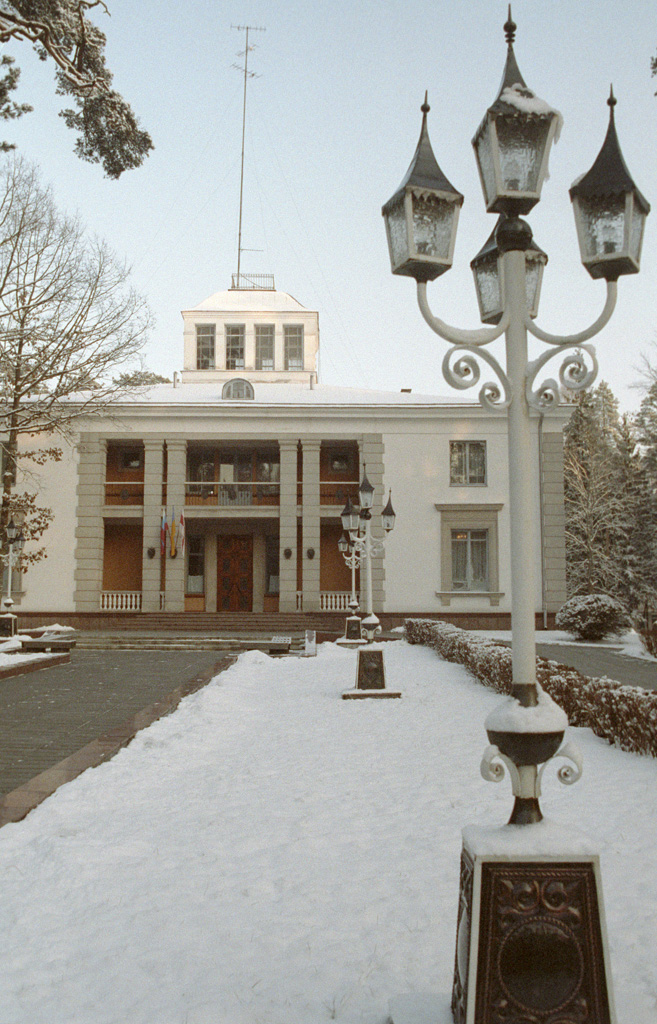
La gosdacia immersa nella foresta di Belavežskaja pušča, dove i leader si incontrarono e firmarono l'accordo.

Per far fronte alla caotica situazione, i capi di tre delle 15 repubbliche ex-sovietiche si incontrarono in una dacia governativa nei pressi di Viskuli, in Bielorussia. Queste erano la Russia (all'epoca dei fatti sotto il nome di Repubblica Socialista Federativa Sovietica Russa), la Bielorussia (dichiaratasi indipendente il 27 luglio 1990) e l'Ucraina (indipendente dal 24 agosto 1991). Queste rappresentavano tre dei quattro fondatori dell'URSS nel 1922: la quarta, la RSSF Transcaucasica, era stata dissolta nel 1936.
Per la RSFS Russa parteciparono Boris El'cin (presidente) e Gennadij Burbulis (segretario di Stato), per l'Ucraina Leonid Kravčuk (presidente) e Vitol'd Fokin (primo ministro), mentre per la Bielorussia Stanislaŭ Šuškevič (capo del Soviet Supremo della Bielorussia) e Vjačaslaŭ Kebič (primo ministro).
Stando alle cronache dell'epoca, l'incontro, durato meno di 24 ore, ebbe luogo accompagnato da una lunga cena a base di piatti tradizionali russi e vodka, conclusosi poi in una banja.

## Ratifica
Secondo l'art. 72 della Costituzione sovietica del 1977, ciascuna delle Repubbliche sovietiche aveva il diritto di lasciare liberamente l'Unione.
Per parte russa l'accordo fu ratificato dal Soviet Supremo il 12 dicembre 1991, abrogando conseguentemente il trattato di creazione dell'Unione Sovietica del 1922 e sancendo così la secessione dall'URSS. Il 10 dicembre era stato ratificato da Bielorussia e Ucraina.
Con i protocolli di Alma-Ata, stipulati il 21 dicembre 1991 nell'omonima città in Kazakistan, i rappresentanti di tutte le Repubbliche sovietiche (ad eccezione della Georgia e delle Repubbliche baltiche) confermarono lo smembramento e quindi l'estinzione dell'Unione a favore del CSI. I protocolli chiarirono inoltre le disambiguazioni e le questioni pratiche generate dall'estinzione dell'Unione. I protocolli furono ratificati:
- dalla RSS Kazaka il 23 dicembre 1991[8],
- dal Tagikistan il 25 dicembre 1991[9],
- dall'Armenia il 26 dicembre 1991,
- dalla RSS Turkmena il 26 dicembre 1991,
- dall'Uzbekistan il 4 gennaio 1992,
- dal Kirghizistan il 6 marzo 1992,
- dalla Moldavia l'8 aprile 1994.

L'adesione alla CSI fu poi formalizzata anche dall'Azerbaigian e dalla Georgia su proposta del Consiglio dei capi di Stato rispettivamente del 24 settembre e 3 dicembre 1993, sulla base del par. 3 dell'art. 7 dello statuto della CSI.
Qualche anno dopo Gorbačëv fu critico nei confronti dell'accordo, scrivendo in uno dei suoi libri:
(Michail Gorbačëv, On my country and the world)

## Eventi successivi e conseguenze

### Fine dell'Unione Sovietica
Tuttavia, per quattro giorni ancora il Governo Federale Sovietico continuò ad esercitare le proprie funzioni, almeno formalmente. Il governo però, non più supportato dal Cremlino né dalle altre strutture di potere, cadde con le dimissioni di Michail Gorbačëv da presidente dell'Unione Sovietica, presentate e accettate il 25 dicembre 1991. I suoi poteri passarono a Boris El'cin, che divenne il primo presidente della Federazione Russa, sancendo di fatto il termine della breve esistenza del Governo Federale Sovietico e la dissoluzione dell'Unione Sovietica.
La bandiera rossa venne definitivamente ammainata al Cremlino la notte del 25 dicembre, sostituita dal tricolore di Pietro il Grande. Lo stesso giorno la RSFS Russa mutò la propria denominazione amministrativa in Federazione Russa, l'ultimo atto formale dell'emancipazione dall'Unione.
Il giorno successivo, il 26 dicembre 1991, il Soviet Supremo dell'Unione Sovietica (il più alto corpo governativo dell'URSS) venne sciolto come riconoscimento della dissoluzione dell'Unione.

### Rapporti con l'ONU
Tra le varie questioni, i protocolli di Alma-Ata supportavano la rivendicazione della Federazione Russa di essere riconosciuta come Stato successore dell'Unione Sovietica ai fini dei rapporti con l'Organizzazione delle Nazioni Unite.
Nel giorno del suo insediamento al Cremlino, il 25 dicembre 1991, il presidente russo Boris El'cin informò il segretario generale delle Nazioni Unite della dissoluzione dell'Unione Sovietica e dell'istituzione della Federazione Russa come successore come membro dell'ONU e membro permanente del Consiglio di Sicurezza delle Nazioni Unite. La lettera informava che:
The Russian Federation maintains full responsibility for all the rights and obligations of the USSR under the Charter of the United Nations, including the financial obligations.
I request you to consider this letter as confirmation of the credentials to represent the Russian Federation in the United Nations organs for all the persons currently holding the credentials of representatives of the USSR to the United Nations.»
La Federazione Russa mantiene la piena responsabilità per tutti i diritti e gli obblighi dell'URSS stabiliti nello Statuto delle Nazioni Unite, inclusi gli obblighi finanziari.
Richiedo di considerare questa lettera come conferma delle credenziali di rappresentanza della Federazione Russa presso gli organi delle Nazioni Unite per tutte le persone al momento in possesso di credenziali di rappresentanza dell'URSS presso le Nazioni Unite.»
(Boris El'cin, Lettera al Segretario generale delle Nazioni Unite dal Presidente della Federazione Russa)
Non avendo ricevuto alcuna obiezione da parte dei membri, la proposta fu avallata e il 31 gennaio 1992 lo stesso El'cin poté prendere parte al Consiglio di Sicurezza come rappresentante della Russia.

### Ulteriori sviluppi
Il 12 agosto 2008, il presidente georgiano Mikheil Saak'ashvili annunciò l'intenzione della Repubblica di Georgia di recedere dalla CSI come risposta all'intervento militare russo nell'ambito della seconda guerra in Ossezia del Sud. Il 12 giugno 2009 il parlamento georgiano completò formalmente la procedura di uscita, che venne approvata all'unanimità dal gruppo interparlamentare della CSI.